# オフリドの聖クリメント基地
オフリドの聖クリメント基地（オフリドのせいクリメントきち、ブルガリア語:База св. Климент Охридски / Baza Sv. Kliment Ohridski）は南極のサウス・シェトランド諸島、リヴィングストン島に設置されたブルガリアの南極観測基地。
基地はかつて「ソフィア大学避難所」として知られていたが、1993年に、オフリドの聖クリメント（840年-916年）にちなんで命名された。オフリドの聖クリメントは、ブルガリア人で初の主教となり、第一次ブルガリア帝国のボリス1世の支援を受けブルガリアのキリスト教化に尽力した人物である。

## 位置

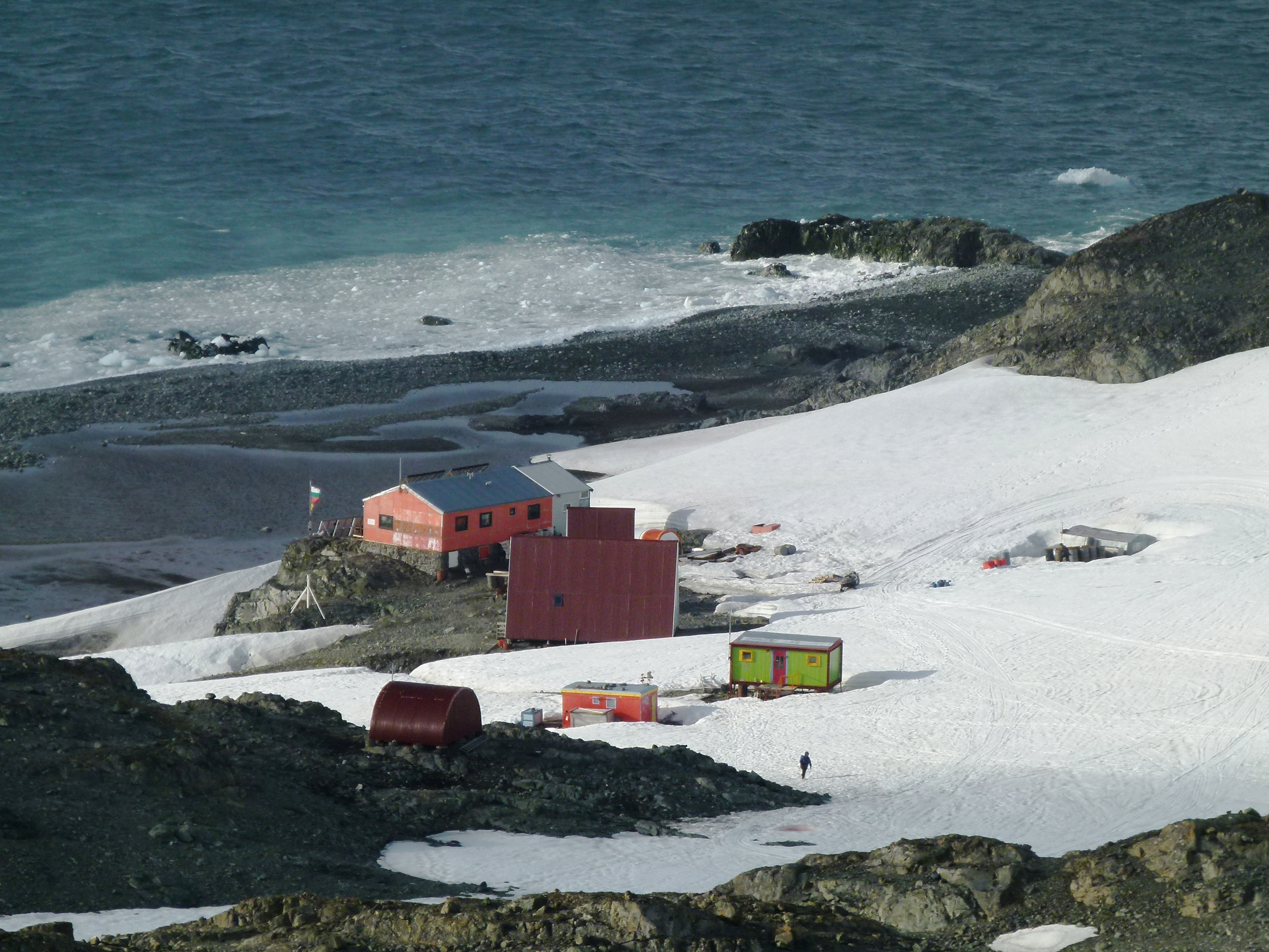
The base in 2012

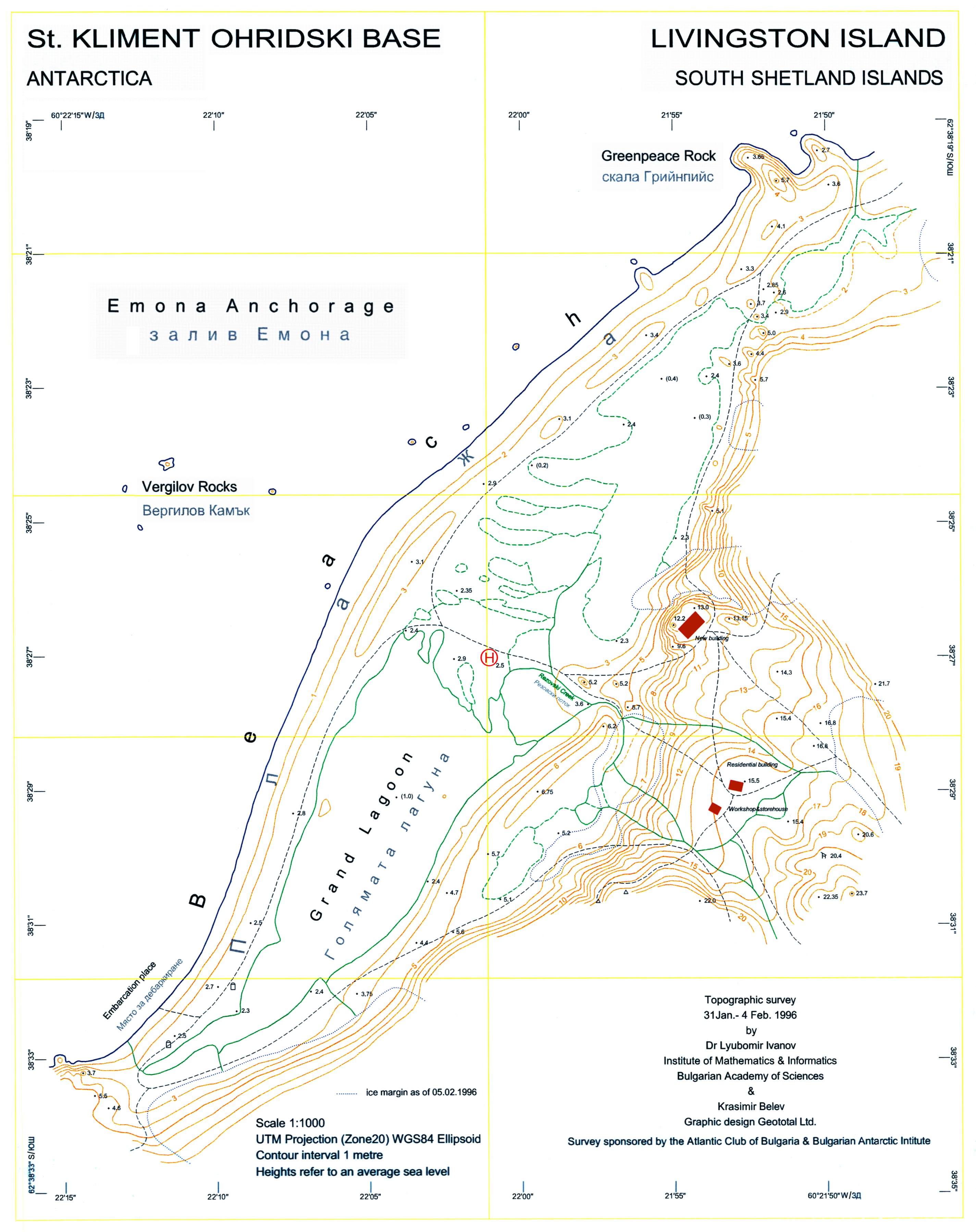
基地の範囲

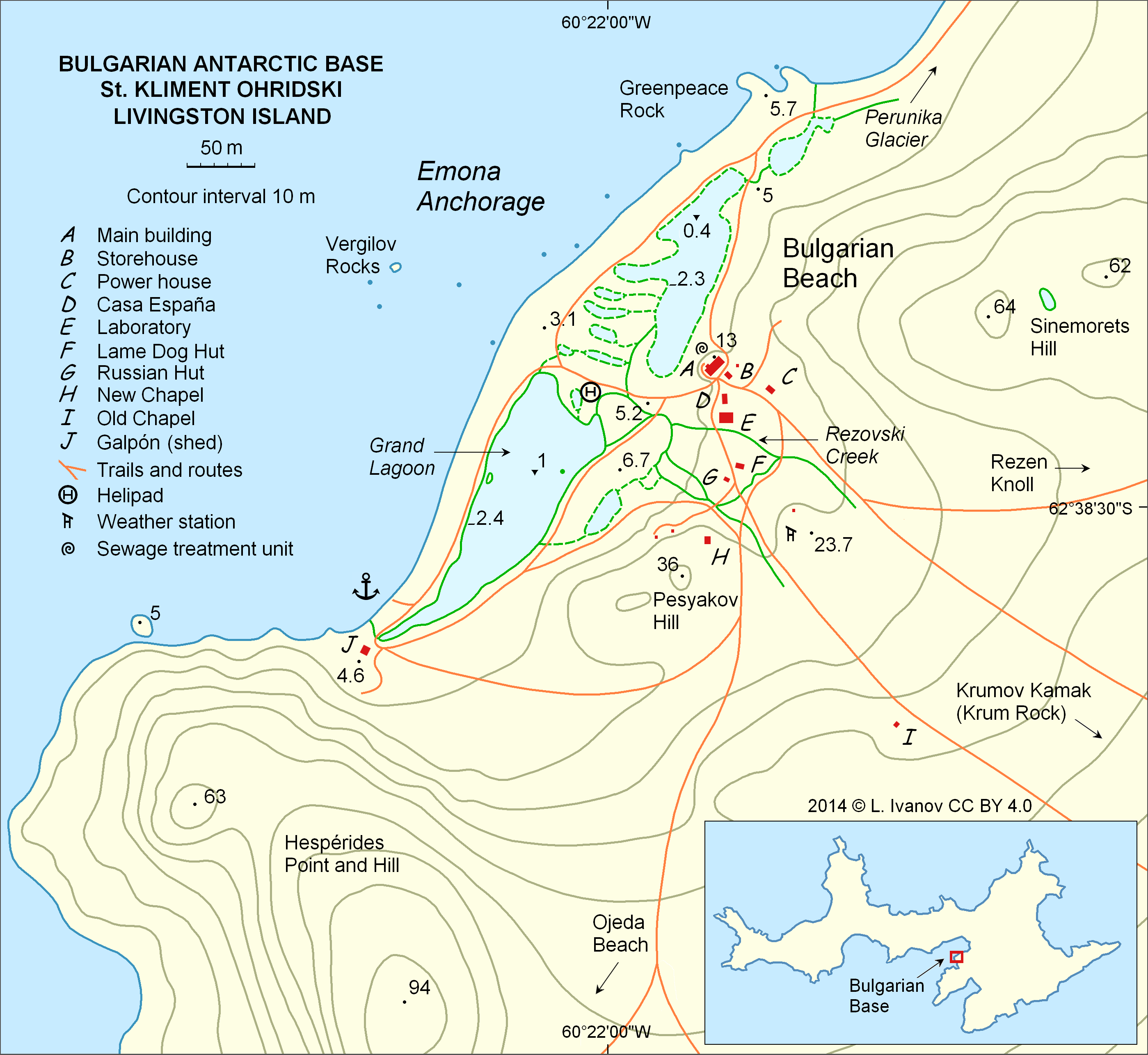
Base area and facilities in 2014

基地の位置は南緯62度38分29秒 西経60度21分53秒 / 南緯62.64139度 西経60.36472度であり、ブルガリア海岸（en）の上、標高12メートルから15メートル、エモナ停泊所の内陸130メートル、エスペリド崎（Hespérides Point）の北東、シネモレツ丘陵（en）の西南西、ゴリャマタ礁湖（en）を望む位置にある。夏季には、基地の範囲を、レゾフ湾（en）へ流れ込むの融氷水が横切り、水を供給している。

## 歴史

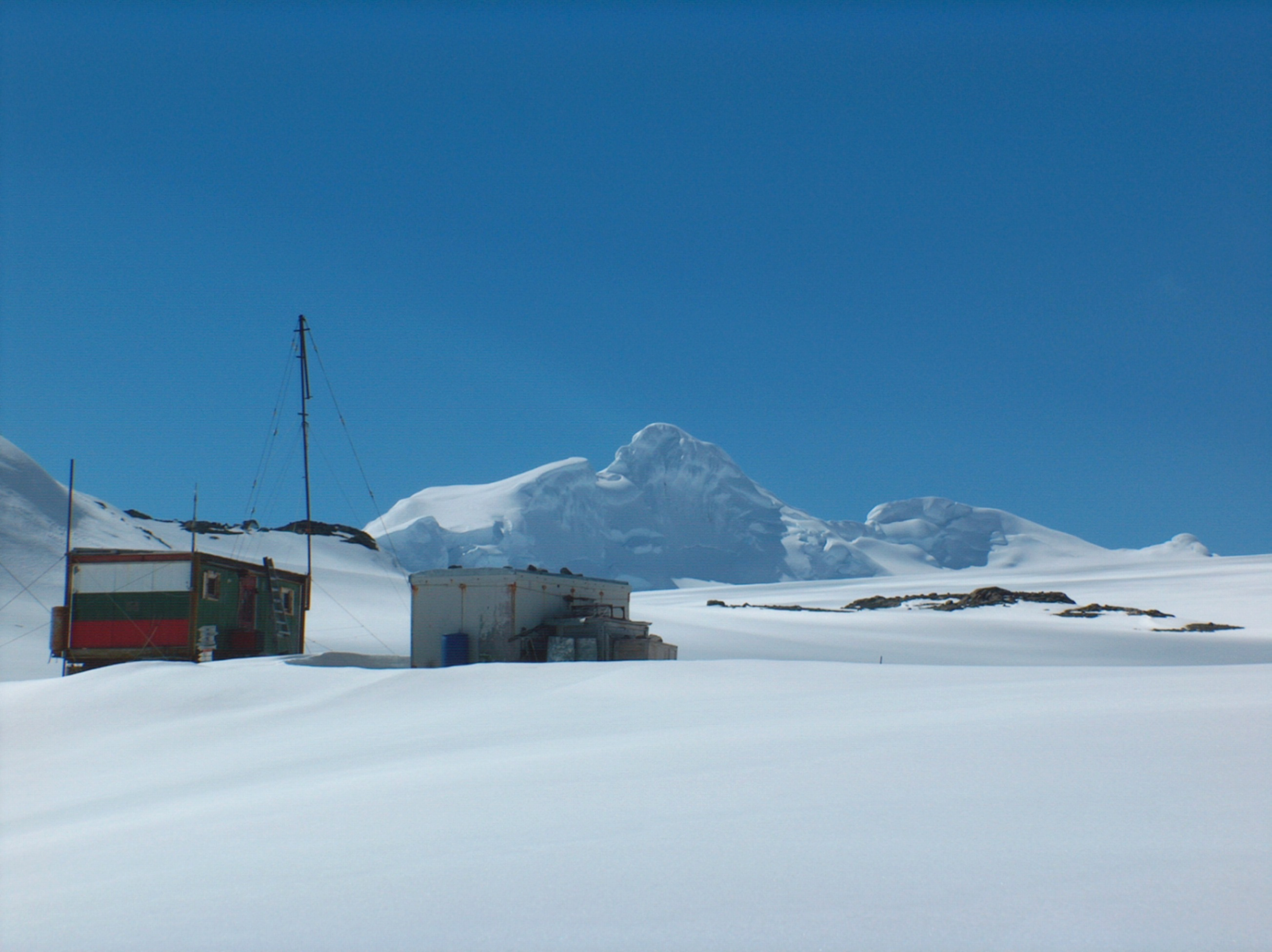
バーディク山脈と、1988年に建てられた建造物

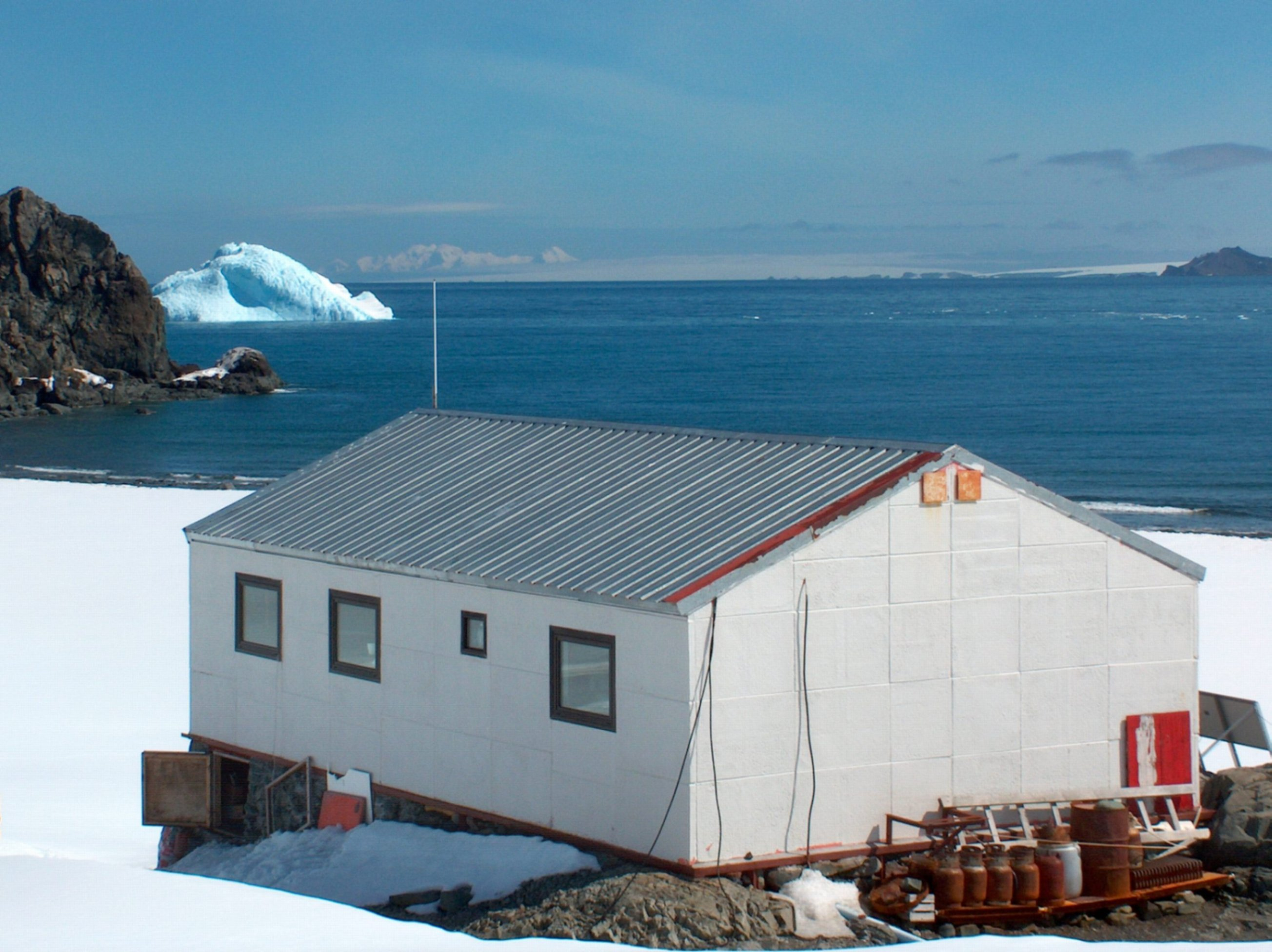
エモナ停泊所と、基地の主部施設

アレクサンダー島の北西の端であるヴォストク岬への上陸に長らく失敗が続いた後、ソビエト連邦の調査船「Mikhail Somov」の輸送支援の下、1988年の4月26日と4月29日に4人のブルガリア人隊がリヴィングストン島にプレハブ小屋を設置した。これらの施設が1993年12月11日に再興されて基地は成立した。
オフリドの聖クリメント基地の拡充計画には、多目的施設の新規建設が含まれ、1996年から1998年以降にかけて施工された。リラの聖イオアン（свети Иван Рилски / sveti Ivan Rilski、en）の名を冠した「リラの聖イオアン聖堂」は2003年に建設され、南極に設置された正教会で初の施設となった。リラの聖イオアン聖堂は正教会で最南端の聖堂である。ブルガリア郵便（en）の郵便局が1994年/1995年から稼動している。
基地は南極におけるブルガリアの活動に責任を負う施設の代表者らによって定期的に訪ねられ、2005年1月にはブルガリア大統領ゲオルギ・パルヴァノフも訪れている。

## 利用

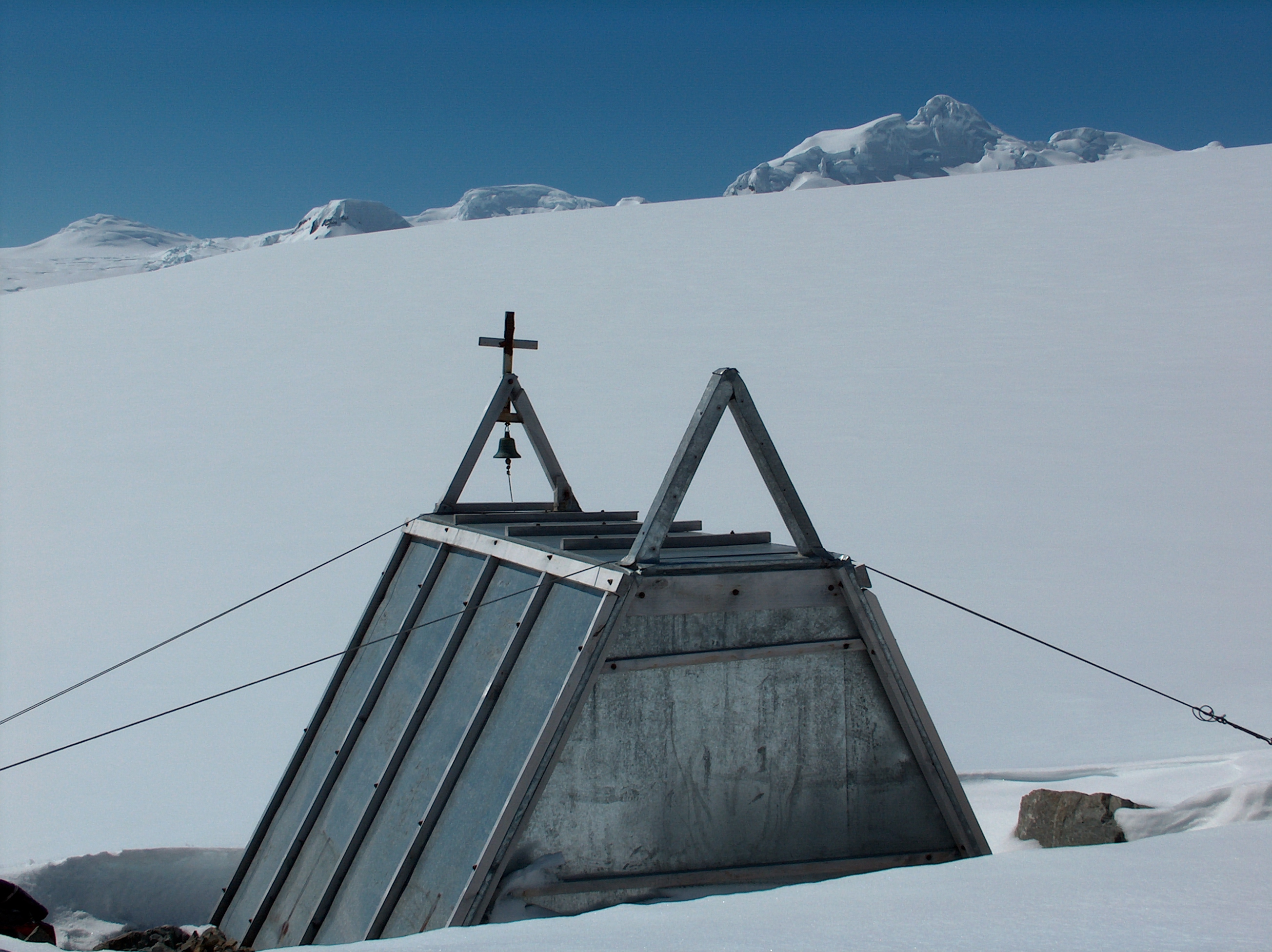
リラの聖イオアン聖堂

人員と物資は、基地から300メートル離れた、海岸の南西端にゾディアック船によって運ばれる。ヘリコプター発着場はゴリャマタ礁湖の北に設置されている。
オフリドの聖クリメント基地は、ブルガリア海岸からリヴィングストン島の内陸・沿岸部の各地へのアクセスに便利な立地条件にあり、バルカン雪原（en）、バーディク山脈、プリスカ山脈（en）、タングラ山地（en）、ペルニカ氷河（en）、ハントレス（Huntress）、ヒューロン（Huron）、カリアクラ氷河（en）、セアディネニエ雪原（en）などへの行くことができる。スペインのフアン・カルロス1世基地はここから2.7キロメートル南南西にあり、海からは5.5キロメートルである。ブルガリアのアカデミア基地（en）はここから真西に11キロメートルのタングラ山地の中にある。
基地はブルガリアやその他の国々の、地質学、生物学、雪氷学、地誌学、地理情報システムなどの分野の科学者による研究に利用されている。オフリドの聖クリメント基地は、最も有力な南極観光の行き先であり、基地から西に12キロメートルに位置しているハンナ崎（Hannah Point）からクルーズ船で訪問される。

## 地図

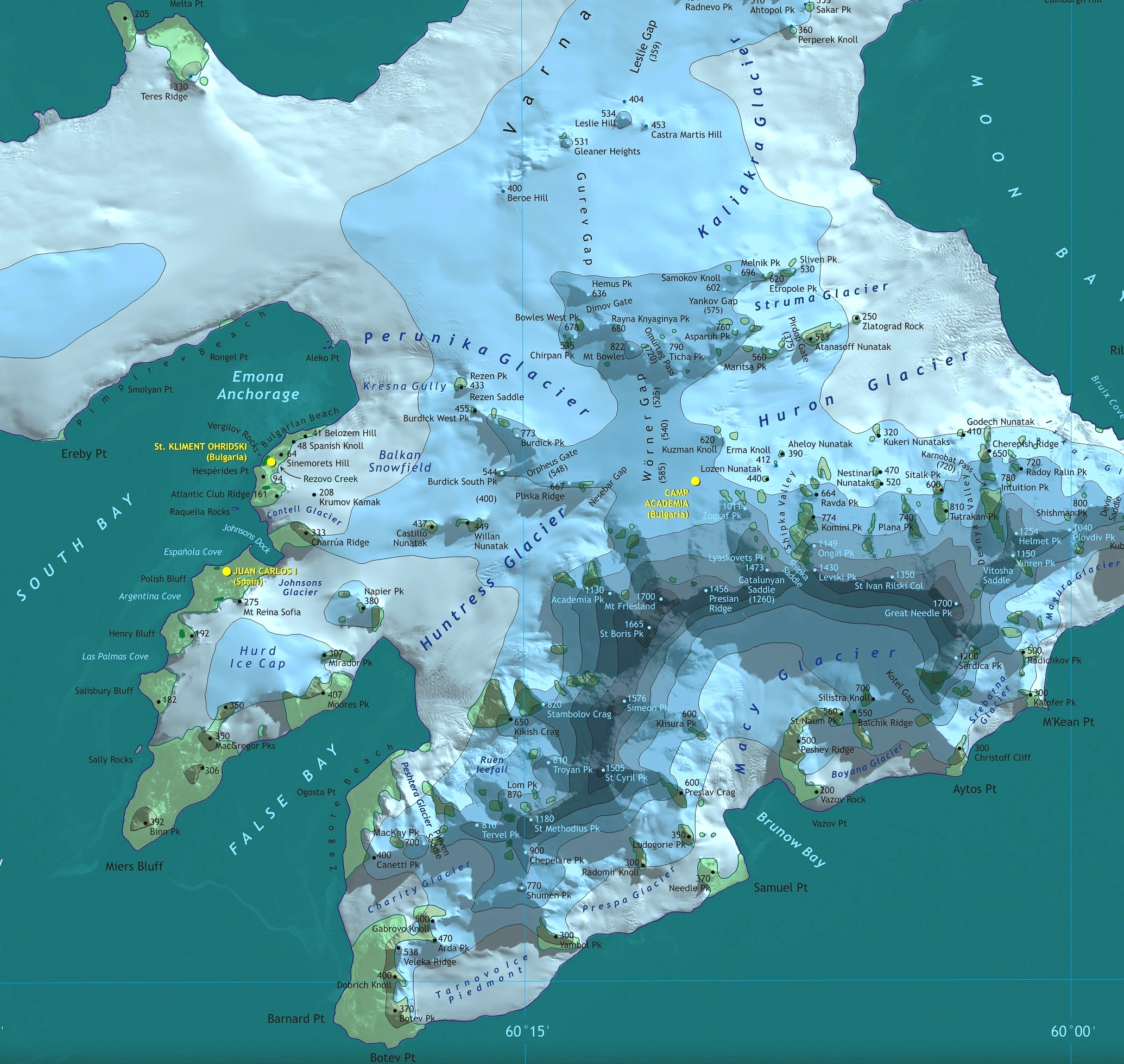
リヴィングストン島中央部。オフリドの聖クリメント基地、アカデミア基地、フアン・カルロス1世基地がある。

- L.L. Ivanov, St. Kliment Ohridski Base, Livingston Island, 1:1000 scale topographic map, Project of the Antarctic Place-names Commission of Bulgaria, supported by the Atlantic Club of Bulgaria and the Bulgarian Antarctic Institute, Sofia, 1996 (The first Bulgarian Antarctic topographic map, in Bulgarian)
- L.L. Ivanov et al, Antarctica: Livingston Island and Greenwich Island, South Shetland Islands (from English Strait to Morton Strait, with illustrations and ice-cover distribution), 1:100000 scale topographic map, Antarctic Place-names Commission of Bulgaria, Sofia, 2005
- L.L. Ivanov. Antarctica: Livingston Island and Greenwich, Robert, Snow and Smith Islands. Scale 1:120000 topographic map.  Troyan: Manfred Wörner Foundation, 2009.  ISBN 978-954-92032-6-4